# Famille du Suau de La Croix (Dauphiné)
Pour les articles homonymes, voir Suau.
La famille du Suau de La Croix alias Suavis est une famille subsistante de la noblesse française, originaire de Tallard, en Dauphiné.

## Origine
Cette famille originaire de Tallard, en Dauphiné, est présente à l'arrière-ban de Gap en 1609. La famille comparait avec la noblesse aux assemblées de 1789.
Elle est connu depuis Jean de Suau, employé par René d'Anjou dans ses démêlés avec le roi Louis XI.
Elle possède la seigneurie de La Croix, arrière-fief du vicomté de Tallard de 1307 à la Révolution.

## Personnalités
Principales personnalités: 
- Jean de Suau, sieur de La Croix, syndic de Tallard, consul de Gap, employé par René d'Anjou dans ses démêlés avec le roi Louis XI, épouse Catherine de Poligny.
- Claude, sieur de La Croix, syndic de Tallard en 1452,
- Louis, sieur de La Croix, capitaine du château de Tallard en 1568,
- Balthazard, sieur de La Croix, cornette de cavalerie au régiment de Peyre, major de la ville de Gap,
- Pierre, maître tailleur à Gap en 1725,
- Joseph, capitaine au régiment de Quercy, chevalier de saint-Louis,
- François-Emmanuel, dit comte de La Croix, secrétaire du prince Armand de Polignac.
- Enguerrand du Suau de la Croix, joailler français.

## Titres
- Dits comtes, par courtoisie.
- Seigneuries de La Croix, arrière-fief du vicomté de Tallard (basse justice)[4].

## Armes
| Image | Armoiries                                                                                  |
| ----- | ------------------------------------------------------------------------------------------ |
|       | Armes: D'azur, à trois chevrons d'argent, au chef d'or chargé de trois étoiles de gueules. |

## Alliances
Les principales alliances de la famille en Dauphiné sont : de Piolle, de Bremond du Rosset, de Gardin, de Poligny, Flotte de Jarjayes, de Bellon, de Piolle, Long de Bérard, de Reynard, Le Blanc de Châteauvillard, d'Abon, de Gruel de Six, de Brutinel.